# Mamadou Sarr
Mamadou Sarr (sinh ngày 29 tháng 8 năm 2005) là cầu thủ bóng đá người Pháp thi đấu ở vị trí trung vệ cho câu lạc bộ Strasbourg theo hợp đồng cho mượn từ Chelsea.

## Sự nghiệp câu lạc bộ
Mamadou Sarr là con trai của cựu cầu thủ đội tuyển quốc gia Senegal Pape Sarr và anh được sinh ra tại Martigues, Pháp khi cha anh lúc đó đang thi đấu cho Istres. Anh sau đó sống phần lớn tuổi thơ của mình tại Nord-Pas-de-Calais khi cha anh chuyển sang chơi bóng cho Lens. Năm 2018, Sarr rời học viện đào tạo của Lens và chuyển đến học viện của Lyon.
Ngày 27 tháng 5 năm 2023, Sarr có trận đấu chuyên nghiệp đầu tiên trong chiến thắng 3-0 của Lyon tại Ligue 1 trước Reims. Ngày 18 tháng 1 năm 2024, anh được Lydon cho mượn đến đội bóng Bỉ RWD Molenbeek đến hết mùa bóng 2023-24.
Ngày 22 tháng 8 năm 2024, Sarr chuyển đến một đội bóng khác tại Ligue 1 là Strasbourg với phí chuyển nhượng 10 triệu € cùng bản hợp đồng có thời hạn 5 năm. Sarr ra sân 29 trận cho Strasbourg trong mùa giải 2024-25 dưới sự dẫn dắt của huấn luyện viên Liam Rosenior và là trụ cột hàng thủ trong sơ đồ thường xuyên gồm ba trung vệ, đá chính 27 trong tổng số 34 trận tại Ligue 1.
Ngày 9 tháng 6 năm 2025, Sarr chuyển đến Chelsea theo hợp đồng có thời hạn 8 năm với phí chuyển nhượng 12 triệu £. Anh ra mắt Chelsea trong trận đấu với Espérance de Tunis tại vòng bảng FIFA Club World Cup 2025 ngày 25 tháng 6. Sau khi giành chức vô địch FIFA Club World Cup với Chelsea, vào ngày 1 tháng 8 năm 2025, anh được Chelsea cho mượn trở lại đội bóng cũ Strasbourg đến hết mùa bóng 2025-26.

## Sự nghiệp đội tuyển quốc gia
Sarr từng thi đấu cho các đội tuyển trẻ U-17 đến U-20 Pháp. Tại Giải vô địch bóng đá U-17 châu Âu 2022, anh thi đấu tổng cộng 4/6 trận trên hành trình đi đến chức vô địch của U-17 Pháp.

## Danh hiệu
Chelsea
- FIFA Club World Cup: 2025[9]

U-17 Pháp
- Giải vô địch bóng đá U-17 châu Âu: 2022